# Campionati del mondo di atletica leggera 2009 - 100 metri ostacoli
I 100 metri ostacoli femminili dei Campionati del mondo di atletica leggera 2009 si sono svolti il 18 e il 19 agosto. Hanno partecipato 38 delle 40 atlete iscritte.
La gara è stata vinta dalla giamaicana Brigitte Foster-Hylton con il tempo di 12"51. Argento e bronzo sono andati, rispettivamente, alla canadese Priscilla Lopes-Schliep e alla giamaicana Delloreen Ennis-London.

## Batterie
Si qualificano alla semifinale le prime 4 classificate di ogni batteria e le atlete con i successivi 4 migliori tempi.

### Batteria 1
| Pos. | Nome                   | Nazione       | Tempo       | Note        |
| ---- | ---------------------- | ------------- | ----------- | ----------- |
| 1    | Dawn Harper            | Stati Uniti   | 12"70       | Q           |
| 2    | Delloreen Ennis-London | Giamaica      | 12"73       | Q           |
| 3    | Olutoyin Augustus      | Nigeria       | 12"99       | Q           |
| 4    | Cindy Billaud          | Francia       | 13"12       | Q           |
| 5    | Tatyana Dektyareva     | Russia        | 13"51       |             |
| 6    | Andrea Miller          | Nuova Zelanda | 13"83       |             |
| 7    | Jeimmy Bernárdez       | Honduras      | 14"53       |             |
|      | Jessica Ennis          | Regno Unito   | non partita | non partita |

### Batteria 2
| Pos. | Nome                  | Nazione     | Tempo | Note |
| ---- | --------------------- | ----------- | ----- | ---- |
| 1    | Damu Cherry           | Stati Uniti | 12"71 | Q    |
| 2    | Lacena Golding-Clarke | Giamaica    | 12"90 | Q    |
| 3    | Carolin Nytra         | Germania    | 13"03 | Q    |
| 4    | Irina Lenskiy         | Israele     | 13"18 | Q    |
| 5    | Angela Whyte          | Canada      | 13"27 |      |
| 6    | Seun Adigun           | Nigeria     | 13"33 |      |
| 7    | Sonata Tamošaityte    | Lituania    | 13"44 |      |
| 8    | Ekaterina Shtepa      | Russia      | 13"50 |      |

### Batteria 3
| Pos. | Nome             | Nazione     | Tempo | Note                                     |
| ---- | ---------------- | ----------- | ----- | ---------------------------------------- |
| 1    | Sally McLellan   | Australia   | 12"82 | Q                                        |
| 2    | Derval O'Rourke  | Irlanda     | 12"86 | Q,                                       |
| 3    | Yuliya Kondakova | Russia      | 12"88 | Q,                                       |
| 4    | Lucie Škrobáková | Rep. Ceca   | 13"04 | Q                                        |
| 5    | Brigitte Merlano | Colombia    | 13"19 | q                                        |
| 6    | Asuka Terada     | Giappone    | 13"41 |                                          |
| 7    | Michelle Perry   | Stati Uniti | 13"68 |                                          |
| 8    | Tamla Pietersen  | Zimbabwe    | 14"50 | Miglior prestazione personale stagionale |

### Batteria 4
| Pos. | Nome                    | Nazione           | Tempo       | Note        |
| ---- | ----------------------- | ----------------- | ----------- | ----------- |
| 1    | Priscilla Lopes-Schliep | Canada            | 12"56       | Q           |
| 2    | Ginnie Powell           | Stati Uniti       | 12"77       | Q           |
| 3    | Nevin Yanıt             | Turchia           | 12"92       | Q           |
| 4    | Christina Vukicevic     | Norvegia          | 12"95       | Q           |
| 5    | Eline Berings           | Belgio            | 13"04       | q           |
| 6    | Aleesha Barber          | Trinidad e Tobago | 13"19       | q           |
| 7    | Lisa Urech              | Svizzera          | 13"36       |             |
|      | Jessica Ohanaja         | Nigeria           | non partita | non partita |

### Batteria 5
| Pos. | Nome                   | Nazione     | Tempo    | Note     |
| ---- | ---------------------- | ----------- | -------- | -------- |
| 1    | Brigitte Foster-Hylton | Giamaica    | 12"67    | Q        |
| 2    | Perdita Felicien       | Canada      | 12"77    | Q        |
| 3    | Anay Tejeda            | Cuba        | 12"82    | Q,       |
| 4    | Sarah Claxton          | Regno Unito | 12"86    | Q        |
| 5    | Joanna Kocielnik       | Polonia     | 13"16    | q,       |
| 6    | Sandra Gomis           | Francia     | 13"23    |          |
| 7    | Natalya Ivoninskaya    | Kazakistan  | 13"41    |          |
|      | Elisabeth Davin        | Belgio      | ritirata | ritirata |

## Semifinali
Si qualificano alla finale le prime due classificate di ogni semifinale e i due migliori tempi successivi.

### Semifinale 1
| Pos. | Nome                    | Nazione           | Tempo | Note                                     |
| ---- | ----------------------- | ----------------- | ----- | ---------------------------------------- |
| 1    | Priscilla Lopes-Schliep | Canada            | 12"60 | Q                                        |
| 2    | Delloreen Ennis-London  | Giamaica          | 12"64 | Q                                        |
| 3    | Ginnie Powell           | Stati Uniti       | 12"73 | q                                        |
| 4    | Lucie Škrobáková        | Rep. Ceca         | 12"92 |                                          |
| 5    | Nevin Yanıt             | Turchia           | 12"99 |                                          |
| 6    | Yuliya Kondakova        | Russia            | 13"00 |                                          |
| 7    | Aleesha Barber          | Trinidad e Tobago | 13"06 | Miglior prestazione personale stagionale |
| 8    | Cindy Billaud           | Francia           | 13"20 |                                          |

### Semifinale 2
| Pos. | Nome                   | Nazione     | Tempo | Note                                     |
| ---- | ---------------------- | ----------- | ----- | ---------------------------------------- |
| 1    | Brigitte Foster-Hylton | Giamaica    | 12"54 | Q,                                       |
| 2    | Perdita Felicien       | Canada      | 12"58 | Q                                        |
| 3    | Damu Cherry            | Stati Uniti | 12"76 |                                          |
| 4    | Anay Tejeda            | Cuba        | 12"82 | Miglior prestazione personale stagionale |
| 5    | Christina Vukicevic    | Norvegia    | 13"00 |                                          |
| 6    | Olutoyin Augustus      | Nigeria     | 13"11 |                                          |
| 7    | Brigitte Merlano       | Colombia    | 13"23 |                                          |
| 8    | Irina Lenskiy          | Israele     | 13"29 |                                          |

### Semifinale 3
| Pos. | Nome                  | Nazione     | Tempo | Note             |
| ---- | --------------------- | ----------- | ----- | ---------------- |
| 1    | Dawn Harper           | Stati Uniti | 12"48 | Q,               |
| 2    | Sally McLellan        | Australia   | 12"66 | Q                |
| 3    | Derval O'Rourke       | Irlanda     | 12"73 | q,               |
| 4    | Lacena Golding-Clarke | Giamaica    | 12"76 |                  |
| 5    | Carolin Nytra         | Germania    | 12"94 |                  |
| 6    | Eline Berings         | Belgio      | 12"94 | Record nazionale |
| 7    | Joanna Kocielnik      | Polonia     | 13"21 |                  |
| 8    | Sarah Claxton         | Regno Unito | 13"21 |                  |

## Finale
| Pos. | Nome                    | Nazione     | Tempo | Note                                     |
| ---- | ----------------------- | ----------- | ----- | ---------------------------------------- |
| 1    | Brigitte Foster-Hylton  | Giamaica    | 12"51 | Miglior prestazione personale stagionale |
| 2    | Priscilla Lopes-Schliep | Canada      | 12"54 |                                          |
| 3    | Delloreen Ennis-London  | Giamaica    | 12"55 | Miglior prestazione personale stagionale |
| 4    | Derval O'Rourke         | Irlanda     | 12"67 | Record nazionale                         |
| 5    | Sally McLellan          | Australia   | 12"70 |                                          |
| 6    | Ginnie Powell           | Stati Uniti | 12"78 |                                          |
| 7    | Dawn Harper             | Stati Uniti | 12"81 |                                          |
| 8    | Perdita Felicien        | Canada      | 15"53 |                                          |